# Баб аль-Макам
Баб аль-Макам (араб. بَاب الْمَقَام‎, букв. «Ворота Макама») — одни из исторических ворот Старого города Алеппо (Сирия).

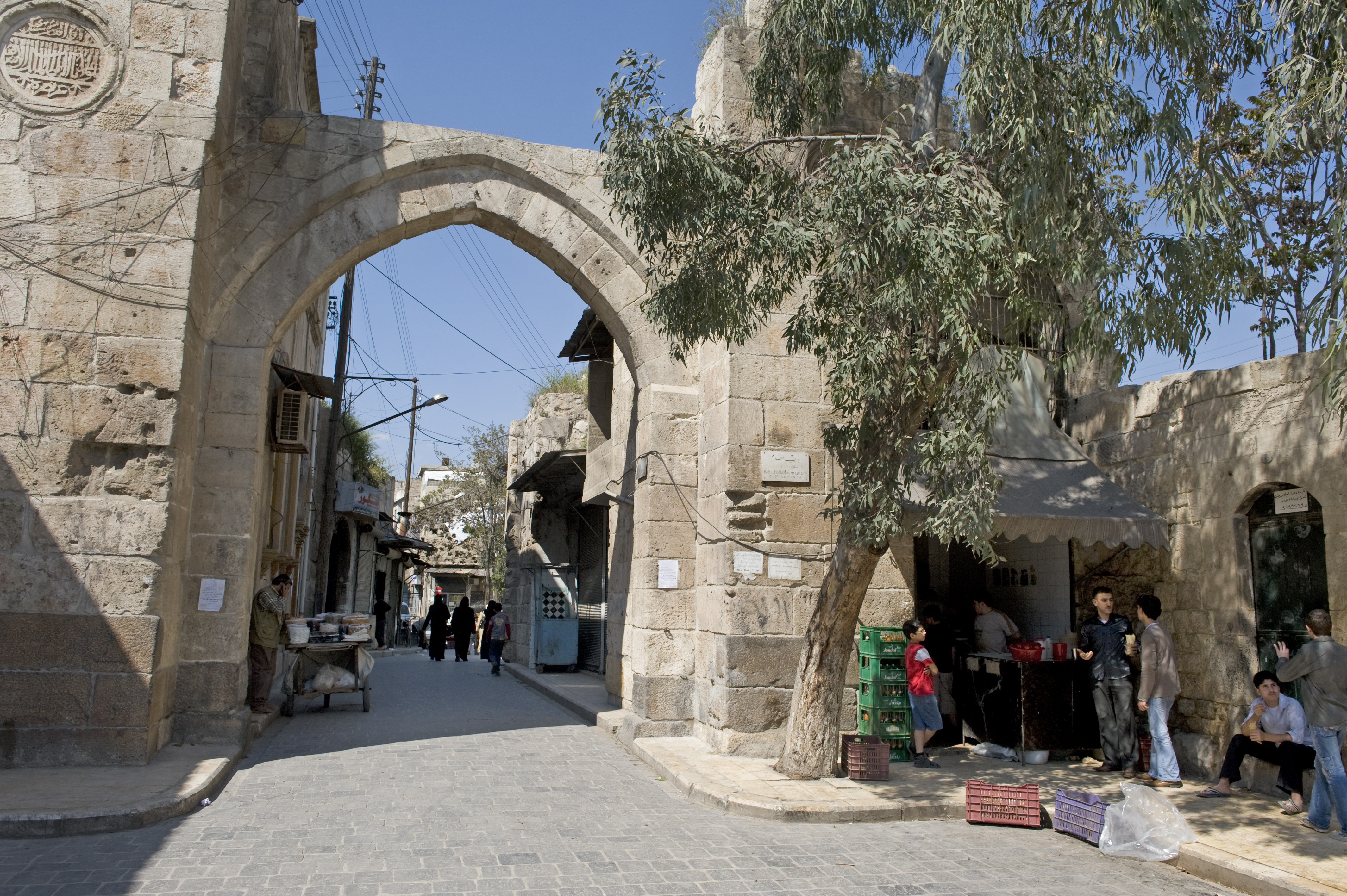
Вид на ворота с улицы

Ворота были построены в XIII веке по приказу аль-Азиза Мухаммада ибн Гази — правителя из династии Айюбидов. Они располагались на дороге, соединявшей почитаемые мавзолеи (макамы) с цитаделью Алеппо.
В отличие от других городских ворот айюбидского периода, характеризующихся изогнутыми проходами, проход через Баб аль-Макам был возможен по прямой линии, что делало их архитектурное решение уникальным для исторических ворот Алеппо этого времени. Исследователи считают, что ворота выполняли скорее символическую и церемониальную функцию, чем оборонительную. По мнению искусствоведа Яссера Таббы, особенности архитектуры могут свидетельствовать о религиозном и политическом значении ворот, поскольку они, вероятно, служили данью уважения близлежащим святым местам — Машхад ад-Дикка и Машхад аль-Хусейну.